# Rotherham (district)
Rotherham is een Engels district in het stedelijk graafschap (metropolitan county) South Yorkshire  en telt 263.375 inwoners. De oppervlakte bedraagt 287 km². Hoofdplaats is Rotherham.
Van de bevolking is 15,6% ouder dan 65 jaar. De werkloosheid bedraagt 3,9% van de beroepsbevolking (cijfers volkstelling 2001).

## Plaatsen in district Rotherham
- Anston
- Dinnington
- Kiveton Park
- Rotherham

## Civil parishesin district Rotherham
Aston cum Aughton, Bramley, Brampton Bierlow, Brinsworth, Catcliffe, Dalton, Dinnington St. John's, Firbeck, Gildingwells, Harthill with Woodall, Hellaby, Hooton Levitt, Hooton Roberts, Laughton-en-le-Morthen, Letwell, Maltby, North and South Anston, Orgreave, Ravenfield, Thorpe Salvin, Thrybergh, Thurcroft, Todwick, Treeton, Ulley, Wales, Wentworth, Whiston, Wickersley, Woodsetts.